# Steve Andreas
Steve Andreas (geb. John O. Stevens, 14 november 1935 - 7 september 2018) was een Amerikaanse schrijver op het gebied van Neuro-Linguïstisch Programmeren (NLP).
Steve Andreas werkte als een scheikundige tot 1962 en stapte toen over naar de psychologie, met rond 1968 als specialisme gestalttherapie. Een kleine tien jaar later kwam hij in contact met NLP.
Steve Andreas was de zoon van de bekende Amerikaanse therapeute Barry Stevens. Toen Steve Andreas nog John O. Stevens heette, richtte hij Real People Press op om een boek te publiceren over Carl Rogers met de titel Person to Peron. Deze kleine uitgeverij in boeken over psychologie en persoonlijke verandering was tot aan zijn dood in zijn bezit.
Steve Andreas werke nauw samen met zijn vrouw Connirae Andreas sinds 1977 en hebben verschillende boeken gepubliceerd over NLP. Het stel is het best bekend vanwege transcripties van verschillende vroege NLP-seminars die zij van aantekeningen hebben voorzien.
In 1979 vestigde het paar Andreas NLP in Colorado, nu onder de naam NLP Comprehensive, om trainingen te organiseren. Later, in 1998, verplaatsten ze zich naar Tom Dotz.
De Andreas schreven verschillende boeken met de oprichters van NLP, Richard Bandler en John Grinder.